# Erecura
Erecura, även kallad Aerecura, Herecura och Eracura, var en gudinna keltisk mytologi.
Inskriptioner har tillägnats henne främst längs romarnas gränsområden mellan keltiskt och germanskt territorium, från Ungern till Gallien, men främst till nuvarande Österrike och Schweiz.
Hennes funktion är okänd, men hon har associerats med underjorden, fruktbarheten och döden och associerats med Hekate.
Hon har avbildats som en kvinna sittande på en tron med frukt i famnen.